# Représentations diplomatiques de l'Ossétie du Sud-Alanie

Carte des représentations diplomatiques d'Ossétie du Sud-Alanie :
Ossétie du Sud-Alanie
Ambassade d'Ossétie du Sud-Alanie
Bureau de représentation d'Ossétie du Sud-Alanie
Ambassade d'Ossétie du Sud-Alanie non résidente

Ceci est une liste des représentations diplomatiques d'Ossétie du Sud-Alanie.
L'Ossétie du Sud-Alanie est un État avec une reconnaissance limitée dans le Caucase du Nord. Il n'est reconnu par aucun État membre de l'ONU avant la guerre d'Ossétie du Sud de 2008. Il est par la suite reconnu par Nauru, le Nicaragua, la Russie et le Venezuela. En outre, il est également reconnu par l'Abkhazie, le Haut-Karabakh et la Transnistrie, qui ne sont pas membres des Nations unies. À l'heure actuelle, l'Ossétie du Sud compte deux ambassades et cinq bureaux de représentation à l'étranger. La république populaire de Donetsk et la république populaire de Lougansk entretiennent des relations diplomatiques avec l'Ossétie du Sud, chacune ayant des bureaux de représentation, avant l'annexion par la Russie en 2022.

## Amérique
- Nicaragua
  - Managua (ambassade)[2]
- Venezuela
  - Caracas (ambassade)[3]

## Asie
- Syrie
  - Damas (ambassade)
- Turquie
  - Istanbul (bureau de représentation)[4]

## Europe

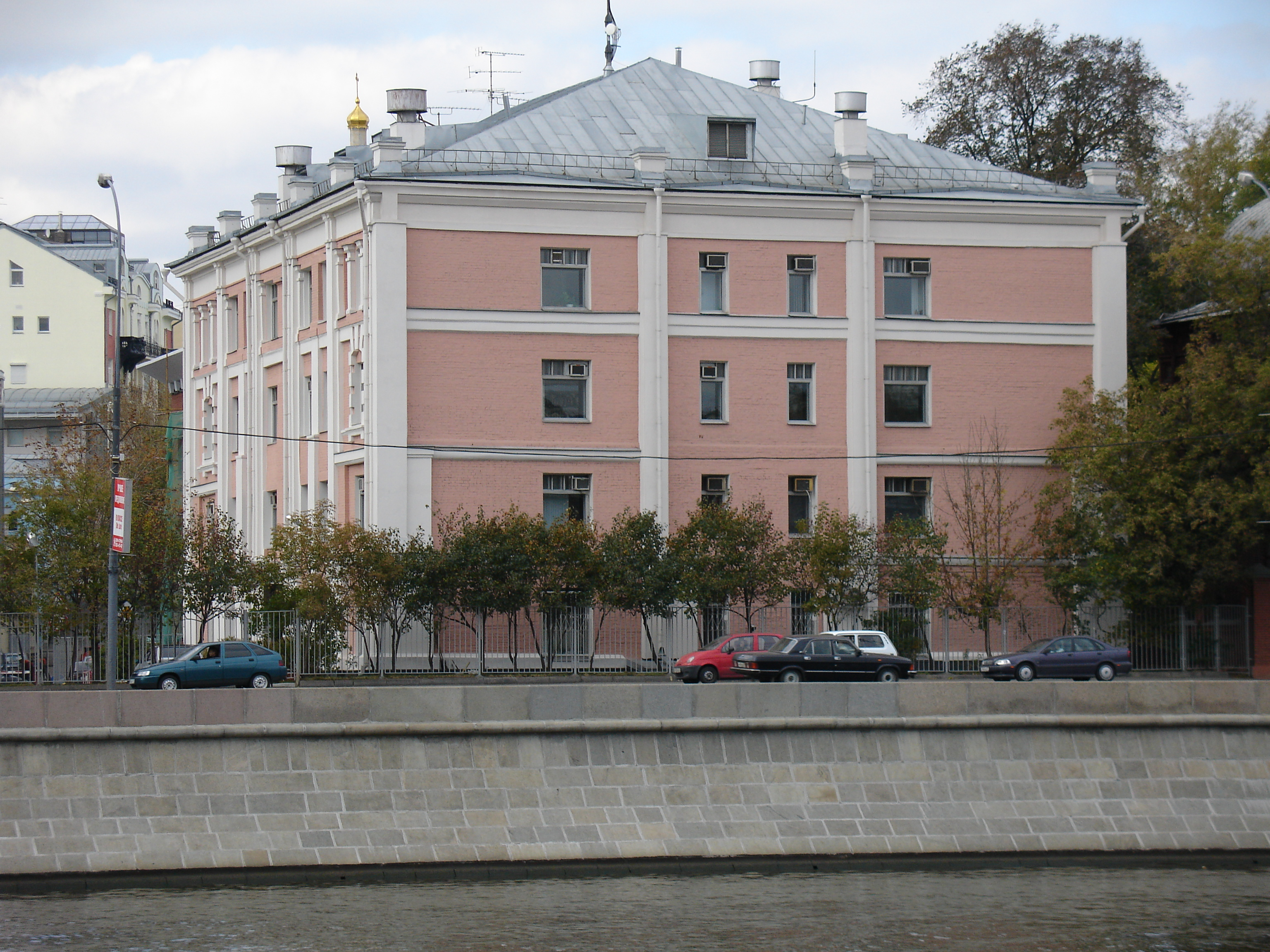
Ambassade d'Ossétie du Sud-Alanie à Moscou.

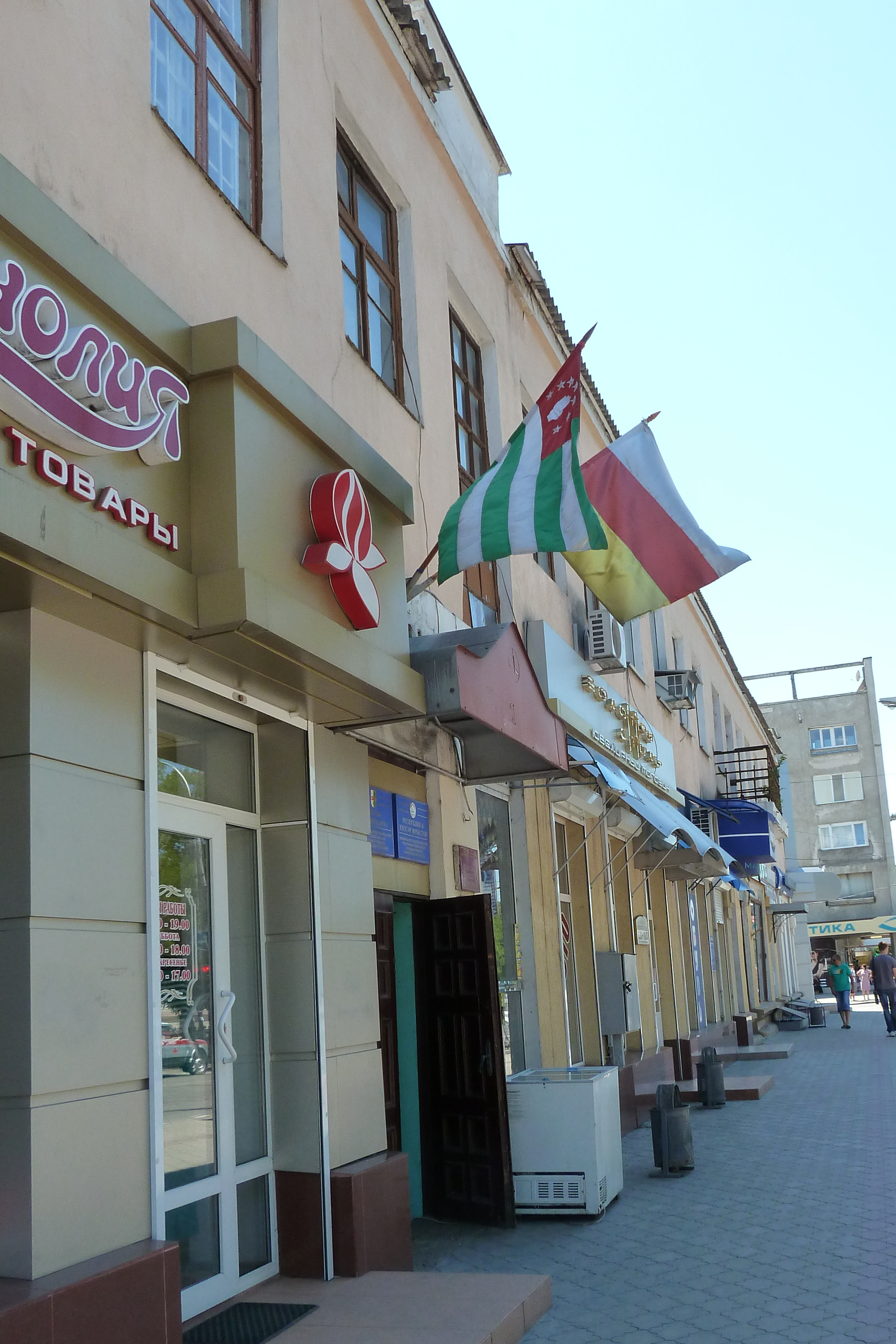
Bureau de représentation d'Ossétie du Sud-Alanie à Tiraspol.

- Abkhazie
  - Soukhoumi (ambassade)[5]
- Republika Srpska -  Bosnie-Herzégovine
  - Banja Luka (bureau de représentation)[6]
- Italie
  - Rome (bureau de représentation)[7]
- Russie
  - Moscou (ambassade)[8]
- Transnistrie
  - Tiraspol (bureau de représentation)[9]

### Autres
- République populaire de Lougansk (annexée par la Russie en 2022, non reconnue internationalement)
  - Louhansk (bureau de représentation)

## Océanie
- Nauru
  - Aiwo (bureau de représentation)[10],[11]